# Wim Delvoye

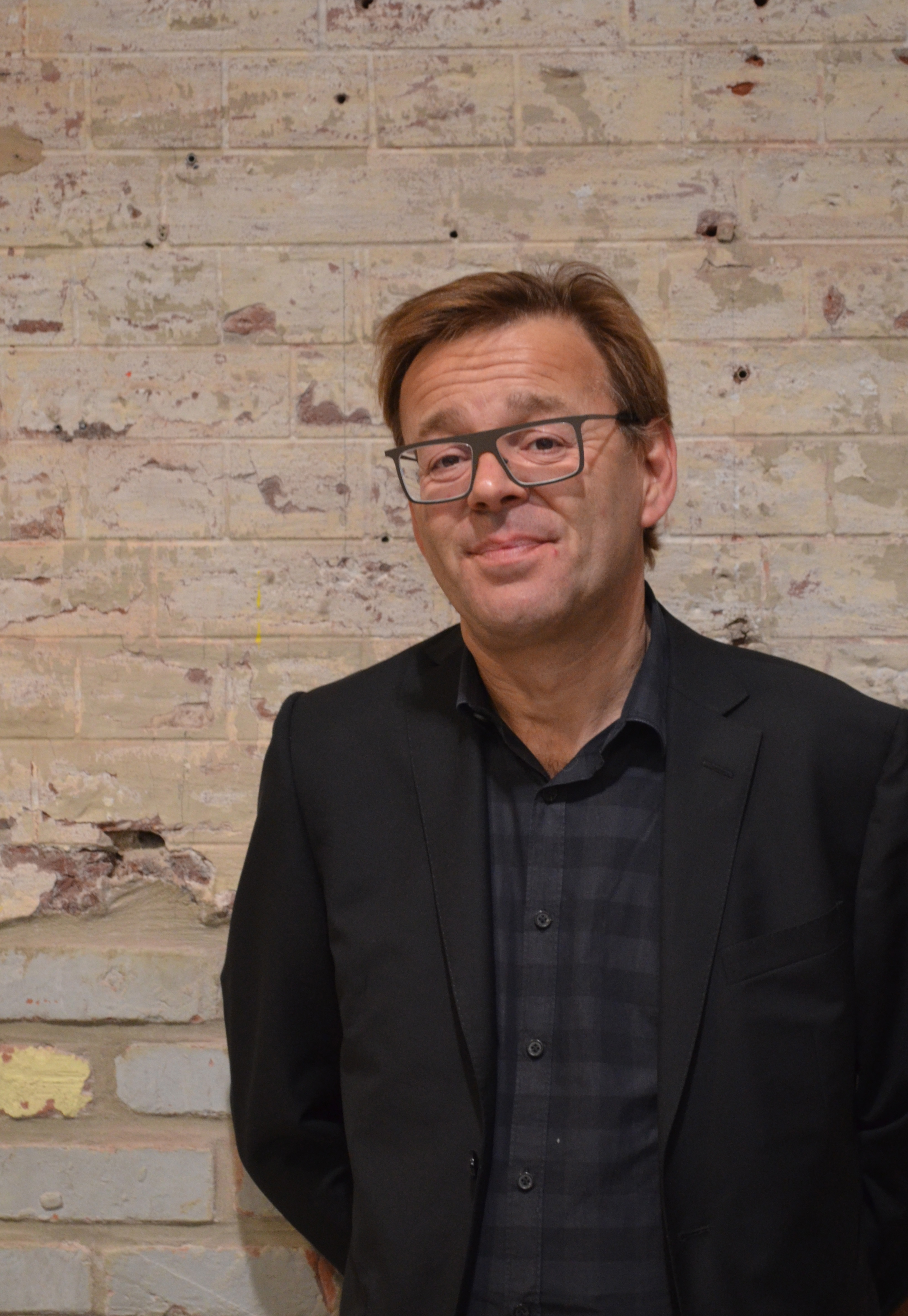

Wim Delvoye (Wervik, 1965) es un artista conceptual belga conocido por una serie de proyectos muy poco convencionales.
Nacido y criado en el pequeño poblado flamenco de Wervik, aunque no tuvo ninguna formación religiosa, se sintió inspirado desde pequeño por las catedrales católicas de la zona. Su formación artística se dio en la Real Academia de Bellas Artes de Gante.
Considerado como un artista controvertida, entre sus obras más famosas se encuentran unos cerdos tatuados, los cuales ha ido develando con el correr de los años desde 1990. La obra fue duramente criticada por los defensores de los derechos de los animales.